# Monte Villa Inn
La Monte Villa Inn est un hôtel américain à Monte Vista, dans le comté de Rio Grande, au Colorado. Construite en 1930 dans un style renouveau colonial espagnol qui présente des éléments de l'architecture Pueblo Revival, elle est inscrite au Registre national des lieux historiques sous le nom d'El Monte Hotel depuis le 7 juin 1990.